# LiaScript
LiaScript ist eine auf Markdown basierende, offene Auszeichnungssprache und eine JavaScript-basierte Laufzeitumgebung zur Erstellung interaktiver, offener und interoperabler Bildungsinhalte. Ziel von LiaScript ist es, auch Nutzer ohne oder mit nur geringen Programmierkenntnissen die Entwicklung von Online-Kursen und offenen Bildungsressourcen (OER) zu ermöglichen.

## Entstehungsgeschichte und Motivation
Die Idee zu LiaScript entstand im Jahr 2017 im Rahmen des „Industrial eLab-Projekts“ an der Technischen Universität Bergakademie Freiberg.
Die Motivation hinter LiaScript war es, eine offene, plattformunabhängige Sprache zu schaffen, die es auch Nutzerinnen und Nutzern ohne oder mit nur geringen Programmierkenntnissen ermöglicht, interaktive Online-Kurse und offene Bildungsressourcen (OER) zu entwickeln. Im Gegensatz zu bestehenden Learning-Management-Systemen oder spezialisierten Authoring-Tools sollte LiaScript nicht die Erstellung von Inhalten durch technische oder organisatorische Hürden erschweren, sondern die Kreativität und Zusammenarbeit fördern.
Ein zentrales Anliegen war zudem die Dezentralisierung der OER-Entwicklung: Statt Inhalte an proprietäre Plattformen zu binden, ermöglicht LiaScript die kollaborative Erstellung, Verbreitung und Weiterentwicklung von Kursmaterialien in offenen Formaten. Damit möchte LiaScript einen Beitrag zur Demokratisierung von Wissen und zur nachhaltigen Nutzung digitaler Lehrressourcen leisten.

## Eigenschaften und Funktionen
LiaScript erweitert die Standard-Markdown-Syntax um zahlreiche interaktive Elemente, darunter:
- Multimedia-Inhalte (Bilder, Videos, Audio)
- Animationen
- Quizze und Umfragen
- Online-Programmierung und Code-Ausführung
- Text-to-Speech-Ausgabe in verschiedenen Sprachen
- ASCII-Art, dynamische Diagramme und Tabellen
- Einbindung beliebiger JavaScript-Funktionalität
- Makro-System für wiederverwendbare Komponenten[6][7]

Kurse werden in Echtzeit im Browser geparst und gerendert, sodass keine zusätzliche Software oder Server benötigt wird. Die Inhalte können als Markdown-Dokumente etwa in Git-Repositorien veröffentlicht, geteilt und von anderen weiterverarbeitet werden.

## Export und Interoperabilität
LiaScript ermöglicht den Export von Kursen in verschiedene Formate, wie etwa SCORM oder IMS, um die Nutzung in unterschiedlichen Lernmanagementsystemen (LMS) zu gewährleisten. Die Offenheit des Formats fördert die Nachnutzung, Anpassung und Weiterentwicklung der Inhalte durch die Community.

## Einsatzbereiche
LiaScript wird vor allem in der Hochschullehre eingesetzt, insbesondere bei der Entwicklung und Durchführung von Online-Kursen. Es findet Anwendung in Projekten zur digitalen Lehre, etwa im CrossLab-Projekt zur standortübergreifenden Laborlehre.

## Kritik und Herausforderungen
Trotz der zahlreichen Funktionen und der Offenheit von LiaScript gibt es auch Herausforderungen und Kritikpunkte:
- Technische Limitationen: LiaScript ist vollständig browserbasiert und setzt einen modernen Browser voraus. Kurse können als Progressive Web App (PWA) lokal im Browser gespeichert und damit eingeschränkt offline genutzt werden; für Updates oder neue Inhalte ist jedoch wieder eine Internetverbindung erforderlich. Beim ersten Laden großer oder komplexer Kurse kann es zu längeren Ladezeiten kommen, da die gesamte Kursstruktur analysiert und gespeichert wird.[4]
- Barrierefreiheit: Die Unterstützung von Accessibility-Standards ist bislang nur teilweise umgesetzt. Funktionen wie Screenreader-Kompatibilität und vollständige Tastaturnavigation sind nicht systematisch dokumentiert oder garantiert. Die Verantwortung für barrierefreie Inhalte liegt weitgehend bei den Autoren.[14]
- Kompatibilität mit Lernmanagementsystemen: LiaScript-Kurse können in SCORM- oder IMS-Formaten exportiert und in vielen Lernmanagementsystemen (LMS) wie Moodle, ILIAS oder OpenOLAT genutzt werden. Für vollständige Funktionalität, insbesondere die Speicherung von Zustandsinformationen wie Quiz-Ergebnissen, wird SCORM 2004 empfohlen.[15]
- Langfristige Wartbarkeit: Die Weiterentwicklung von LiaScript erfolgt durch eine engagierte, technisch versierte Community auf GitHub. Die Community ist aktiv und wächst, bleibt jedoch im Vergleich zu größeren Open-Source-Projekten noch überschaubar.[16][17]

## Vergleich mit Alternativen
LiaScript steht im Wettbewerb mit verschiedenen anderen Werkzeugen und Formaten zur Erstellung digitaler Lerninhalte:
- H5P: H5P ist ein weit verbreitetes Open-Source-Framework für interaktive Inhalte mit breiter LMS-Integration und vielen vorgefertigten Inhaltstypen. LiaScript hingegen verfolgt einen stärker textbasierten und flexiblen Ansatz, der technisch versierteren Nutzerinnen und Nutzern mehr Freiheiten bei der Gestaltung interaktiver Lerninhalte bietet.
- Autorenwerkzeuge: Kommerzielle Autorenwerkzeuge wie Articulate Storyline oder Open-Source-Alternativen wie Xerte bieten grafische Editoren und richten sich an professionelle E-Learning-Designer. LiaScript verfolgt einen textbasierten Ansatz, der vor allem technisch versierte Autoren anspricht und weniger visuelle Unterstützung bietet.
- Markdown-basierte Systeme: Es gibt verschiedene Markdown-Erweiterungen und -Editoren (wie Jupyter Notebooks), die ebenfalls interaktive Inhalte ermöglichen.

## Nutzung und Community
Die Software ist kostenlos, Open Source und Non-Profit. 
Es existieren Tutorials, beispielsweise auf dem offiziellen YouTube-Kanal, sowie Workshops auf Fachkonferenzen. 
Die Entwicklung erfolgt dezentral, und durch die Nutzung von Git können Inhalte kollaborativ weiterentwickelt und angepasst werden.
LiaScript wird in der Open-Educational-Resources-Community (OER) und im Hochschulbereich verwendet. Der Open Economics Guide der ZBW – Leibniz-Informationszentrum Wirtschaft führt LiaScript als Werkzeug zur Erstellung von OER-Bildungsinhalten. Auf der DELFI Konferenz 2023 wurde LiaScript vorgestellt. Im OER-Projekt twillo kommt LiaScript im Rahmen eines „Train-the-Trainer“-Kurses zur Erstellung und Nutzung von offenen Lehrmaterialien zum Einsatz.